# Rouvas-Schlucht

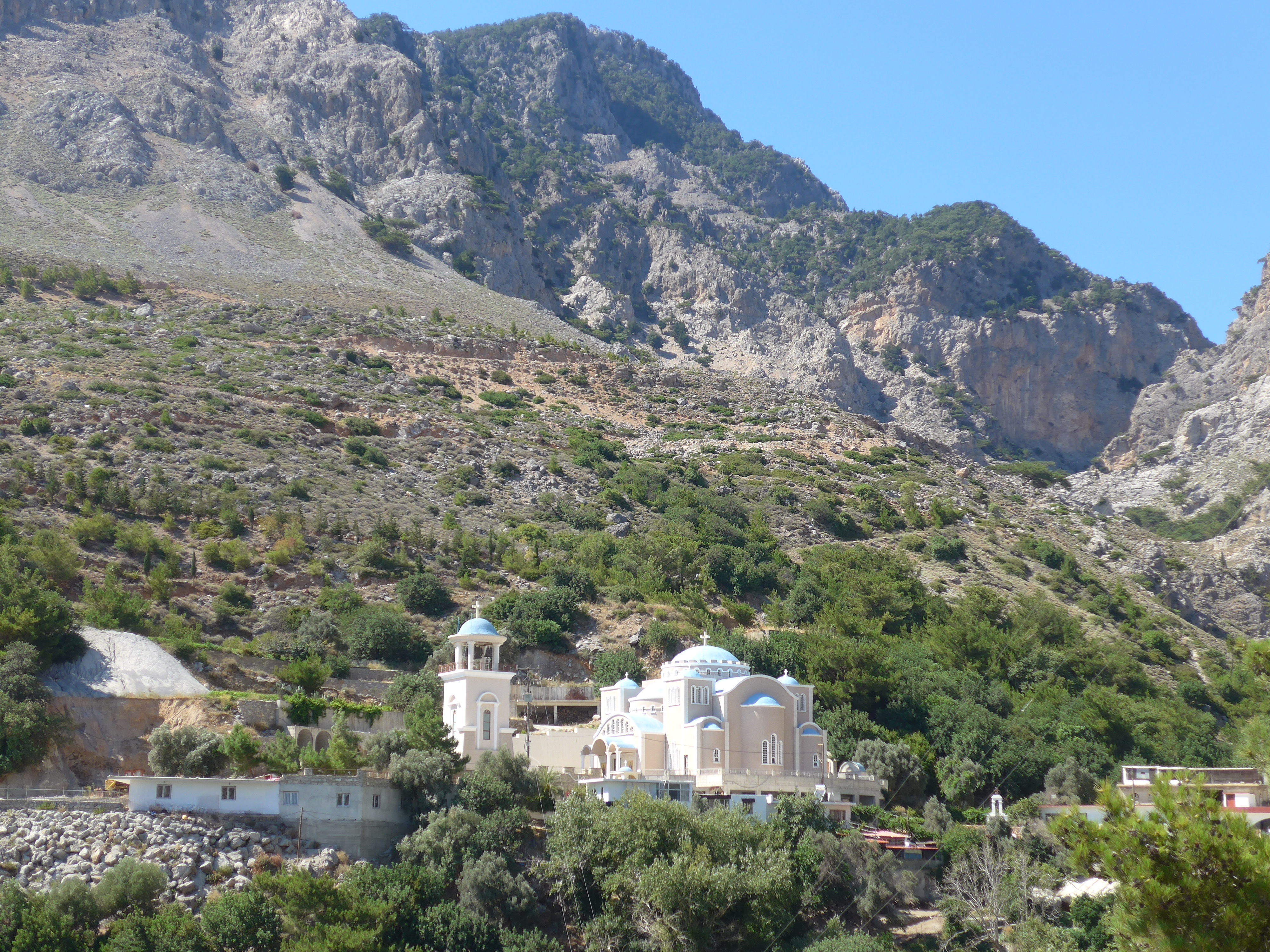
Kloster Agios Nikolaos am Schluchtausgang von Rouvas (rechter Bildrand)

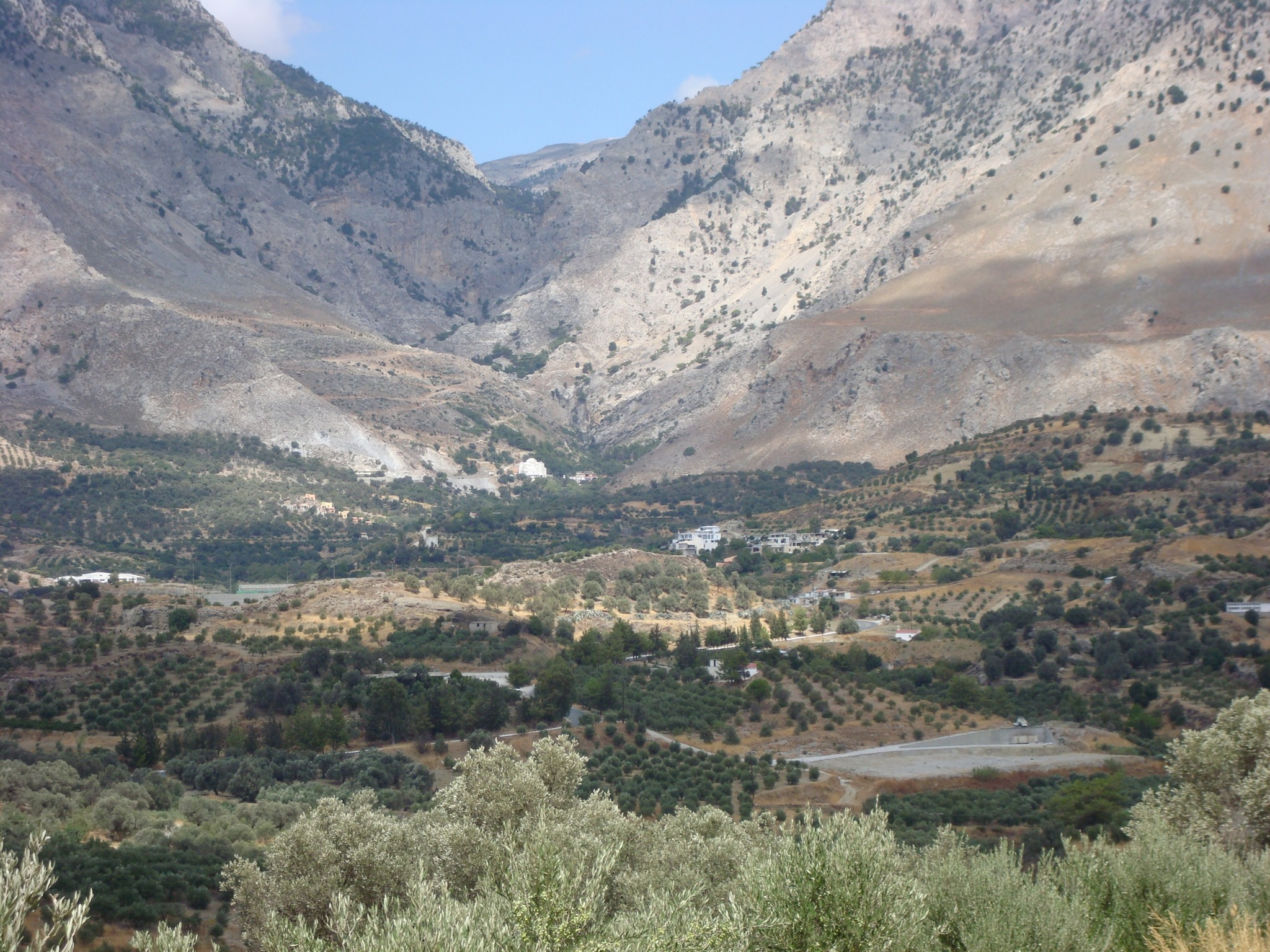
Ansicht der Schlucht von Süden

Die Rouvas-Schlucht (griechisch Φαράγγι του Ρούβα Farángi tou Roúva) ist eine Schlucht an der Südabdachung des Psiloritis-Massiv auf der griechischen Insel Kreta. Schroff aufragende Felswände und eine artenreiche Bergflora machen sie zu einem lohnenden Wanderziel.

## Lage und Zugang

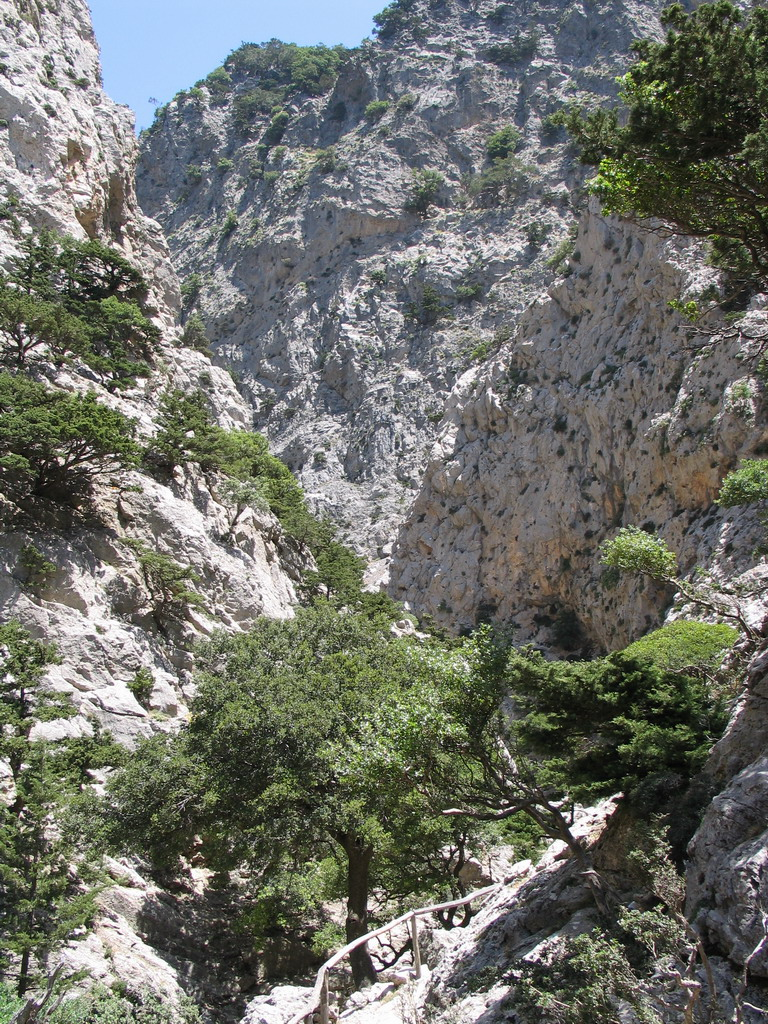
Unterlauf der Schlucht

Der Zugang befindet sich auf etwa 420 Meter Höhe am Votomos-See, einem kleinen Forellenteich zwei Kilometer nördlich von dem Bergdorf Zaros im Regionalbezirk Iraklio in der Gemeinde Festos.

## Schluchtverlauf
Die Schlucht hat sich auf einer Länge von fast fünf Kilometer in das Kalkgebirge des Psiloritis-Massiv eingegraben. An dem Quellsee Votomos beginnt ein Wanderpfad, auf dem zunächst das Kloster Agios Nikolaos am südlichen Schluchteingang erreicht wird. Von dort kann auf einem teils engen Steig durch die Schlucht bis zur Kapelle Agios Ioannis aufgestiegen werden, vor der es einen angelegten Rastplatz gibt. Der Weg gilt als anspruchsvoll, Klettererfahrung ist jedoch nicht erforderlich. Während des gut zweistündigen Anstiegs wird ein Höhenunterschied von etwas mehr als 500 Meter überwunden. Im Oberlauf der Schlucht muss mehrfach ein schmaler Wildbach gequert werden, was nach der winterlichen Schneeschmelze und nach Tagen mit heftigen Niederschlägen nicht ganz einfach ist.

## Flora
An den felsigen Schluchthängen siedeln vornehmlich Kermes-Eichen und Kalabrische Kiefern. Im Schluchtbett finden sich größere Bestände an Oleander.

## In der Nähe
- Kamares-Höhle
- Agiofarango (Schlucht)